# Wim van Hoorn (beeldhouwer)
Wilhelmus (Wim) C. van Hoorn (Maastricht, 28 mei 1908 – Amsterdam, 17 september 1979) was een Nederlandse beeldhouwer.

## Leven en werk
Van Hoorn studeerde tekenen en schilderen aan de Middelbare Kunstnijverheidsschool in Maastricht. Docent Charles Vos raadde hem aan over te stappen op beeldhouwen. Hij vervolgde zijn opleiding aan de Rijksakademie van beeldende kunsten in Amsterdam (1935-1938), waar hij les kreeg van Jan Bronner. In 1941 werd hij lid van de Nederlandse Kring van Beeldhouwers. Na de Tweede Wereldoorlog maakte hij oorlogsmonumenten voor Smilde en Tiel. Van Hoorn maakte veel religieuze kunst voor de Rooms-Katholieke Kerk, waaronder heiligenbeelden en wandreliëfs. Zijn eerste grote niet-kerkelijke opdracht was het Barbaramonument dat hij in 1951 in opdracht van de Staatsmijnen maakte. Hoewel Van Hoorn woonde en werkte in Amsterdam, werd zijn werk vooral in zijn geboortestreek Limburg geplaatst. Hij is de vader van kunstschilder Marcus van Hoorn.

## Werken (selectie)

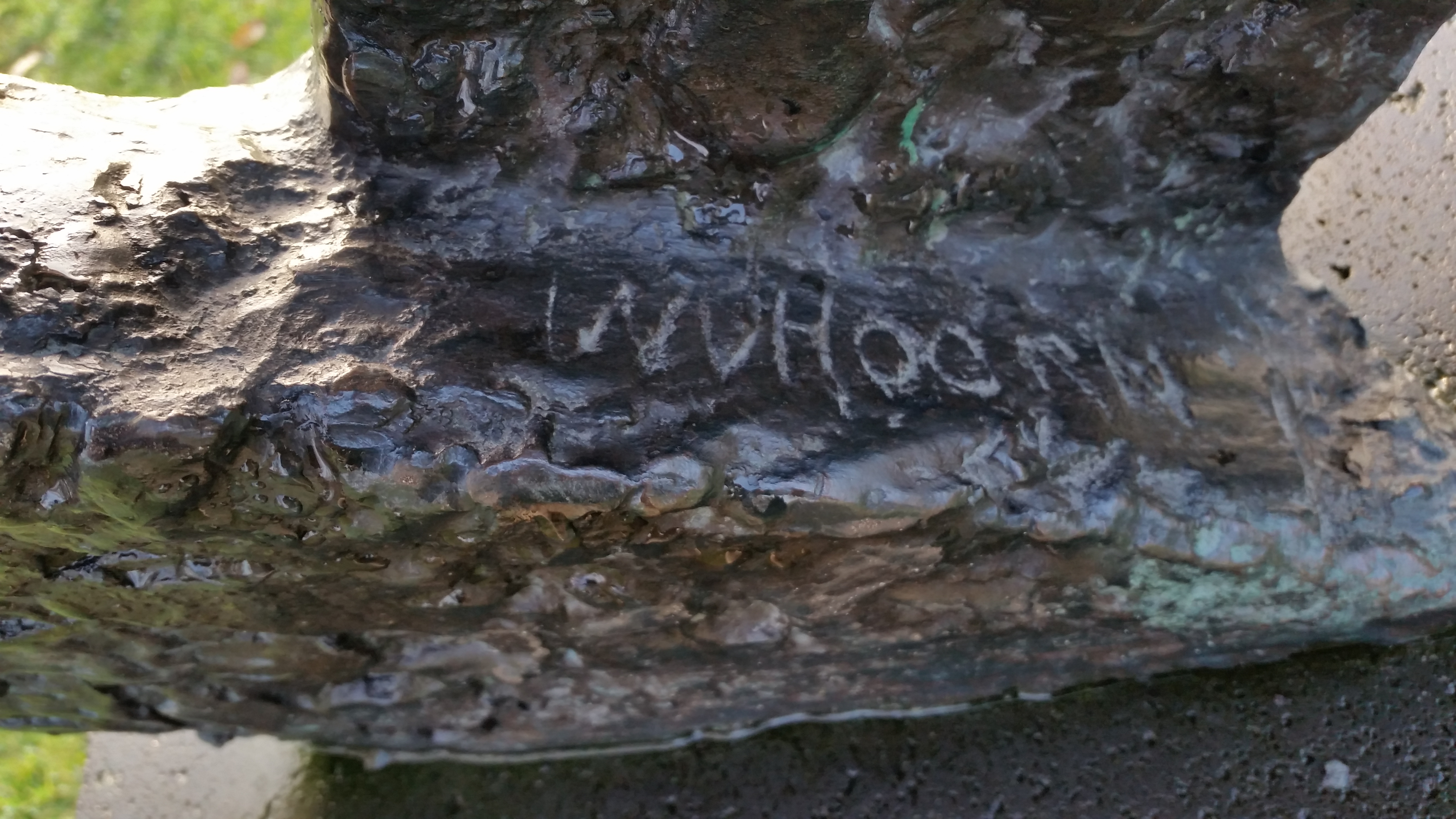
WvHoorn op Kosmos (december 2019)

- Heilig Hartbeeld (Sint Anthonis) (1937/1938)
- Heilig Hartbeeld (Heugem) (1938)
- Portaal Sint-Lambertuskerk (1942), Koningin Emmaplein in Maastricht
- Verzetsmonument (1948), Hoofdweg 24 in Smilde
- Oorlogsmonument Krijger voor hij dodelijk getroffen wordt (1948), Kerkplein in Tiel
- Vier gevelstenen (thema 'huis') in de Schermerstraat, Andijkstraat en Enkhuizerstraat (1949) in Amsterdam-Noord
- Gevelsteen Door arbeid tot welvaart (1950) voor de Koninklijke Nederlandse Papierfabriek in Maastricht
- Barbaramonument (1951), Mijnweg, Mauritspark te Geleen
- Heilig Hartbeeld (Blitterswijck) (ca. 1952)
- Beeld Henricus Andreas Poels, Emmaplein (1954) in Heerlen; later verplaatst naar het Rector Poelsplein te Heerlen-Welten
- Beeld prof. dr. Martinus Cobbenhagen (1956), Tilburg University
- Gevelreliëfs Sint-Josephkerk (1957) te Heerlen
- Beeld D'r Joep (1957), Markt in Kerkrade
- Gevelreliëfs Maria Gorettikerk (1958/1962) te Kerkrade
- Beeld vrouwenfiguur (1959) voor de LTS St. Joseph in Hoensbroek.
- Beeld Antonius (ca. 1960), Antoniuskerk in Lomm
- Sint-Barbarabeeld (1962), Schaesberg
- Beeld Petrus I Regout (1965), Boschstraat in Maastricht
- Beeld Kosmos (1970), Vondelpark, Amsterdam
- Beeldje Jonge Rembrandt (1969) voor het Schiphol-hoofdkantoor. Afgietsels van het beeld werden door luchthaven Schiphol geschonken aan de vliegvelden van New York (2006) en Brisbane (2008).[2][3] In 2011 werd op initiatief van de Stichting Rembrandt aan de Amstel een afgietsel geplaatst op het Amsterdamse Professor Tulpplein.[4]
- Beeld vrouwenfiguur, geplaatst in 1980 bij het GAK-gebouw in Arnhem
- Beelden Christus Koning en Antonius, in de Barbarakerk te Bunnik
- Reliëf en tabernakel, Antonius van Paduakerk in Blerick
- Kruiswegstaties, H. Drievuldigheidskerk te Heerlen, in 2006 herplaatst in de H. Hartkerk
- Heilig Hartbeeld, kerk van Sint-Pieter beneden te Maastricht

### Fotogalerij

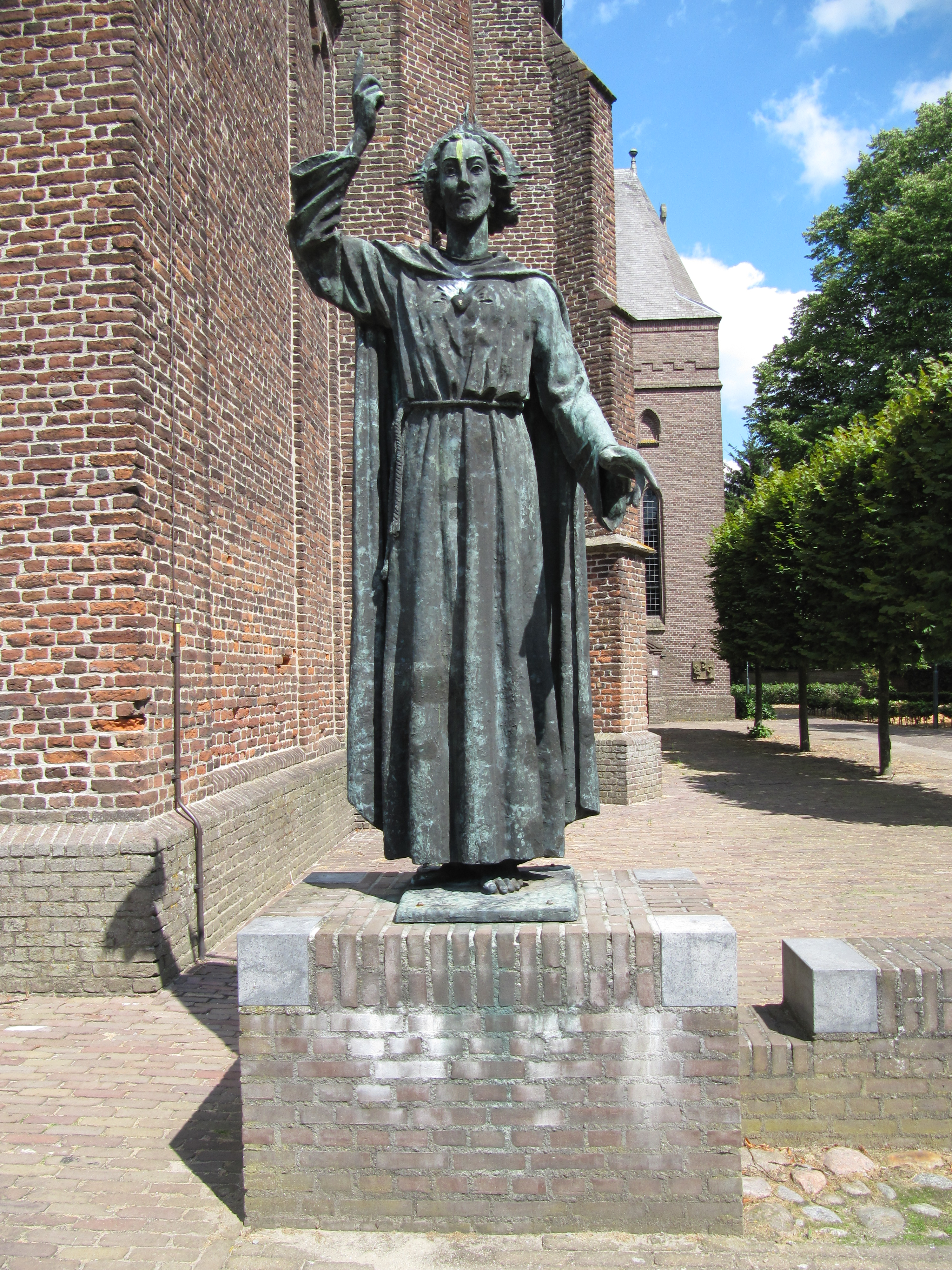
Heilig Hartbeeld, Sint Anthonis
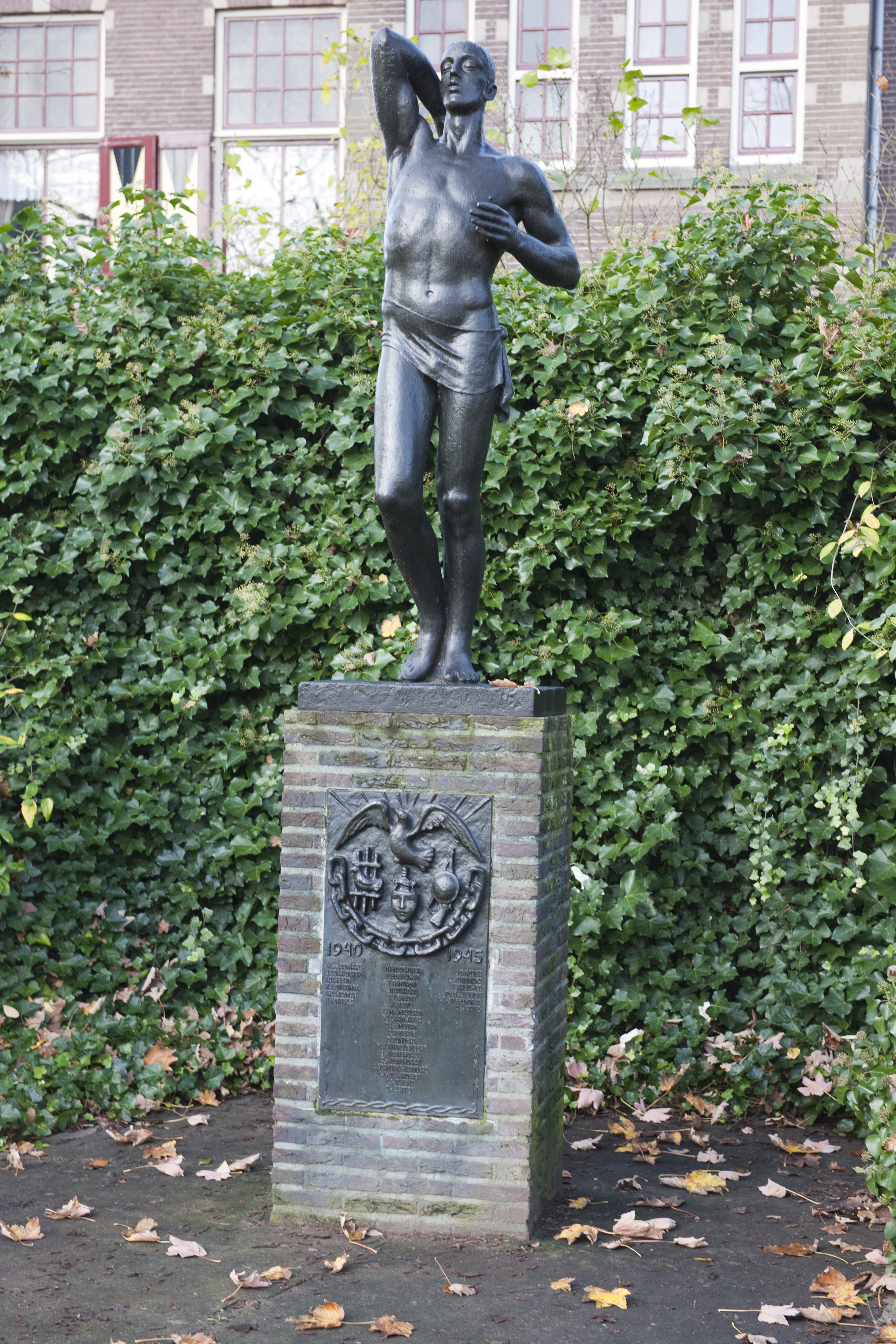
Oorlogsmonument Tiel
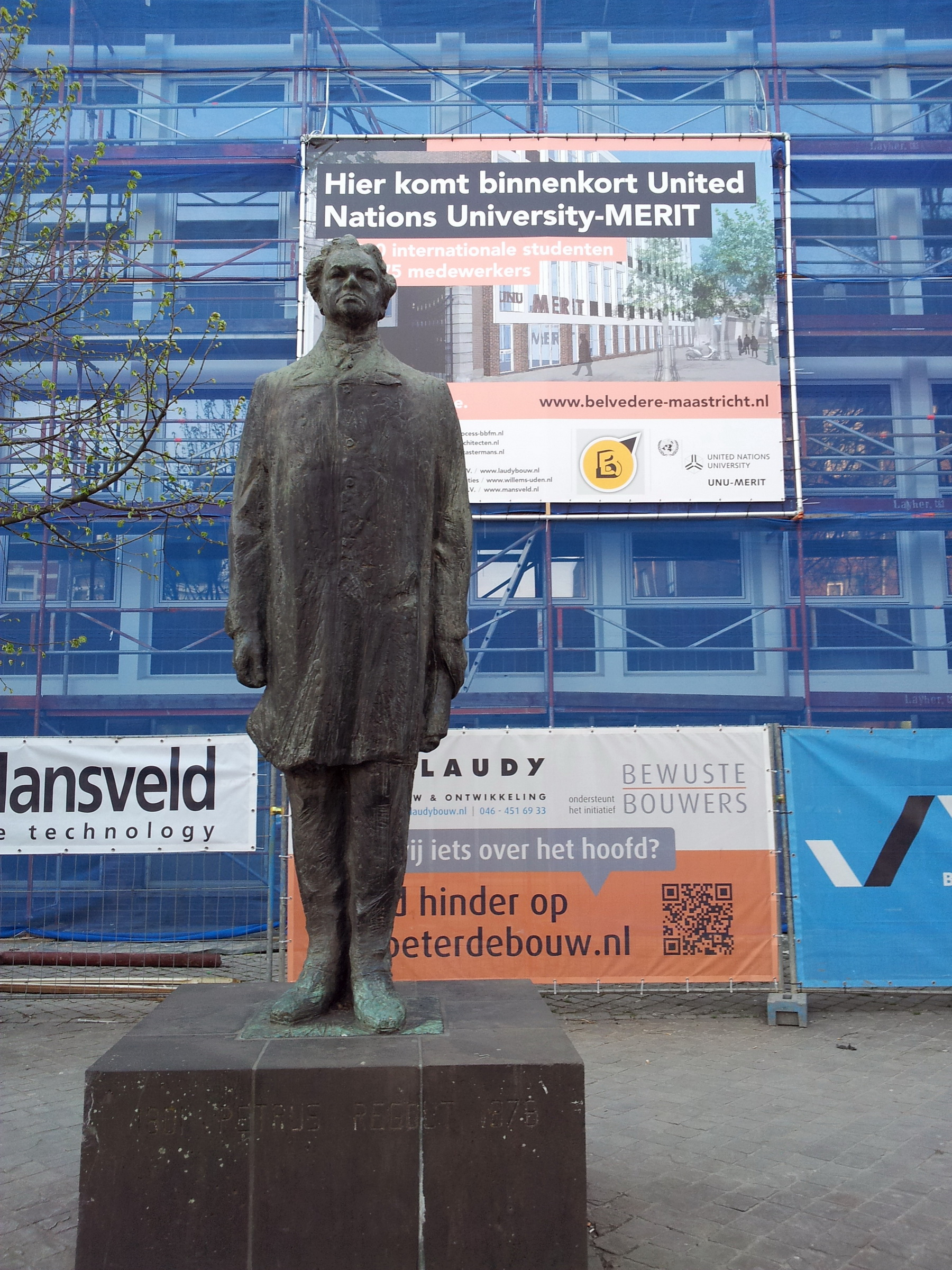
Standbeeld Petrus Regout, Maastricht
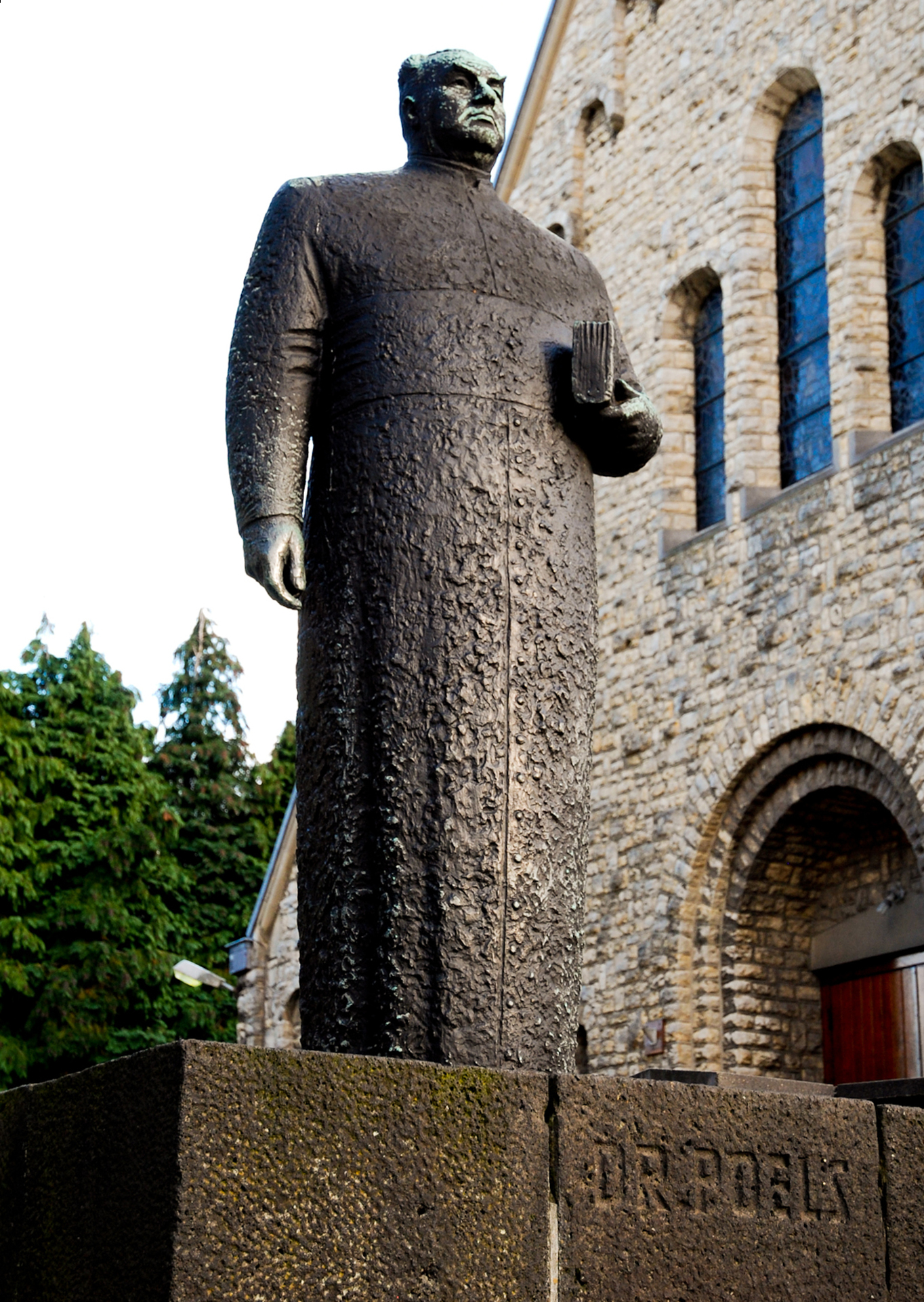
Standbeeld Dr Poels, Heerlen
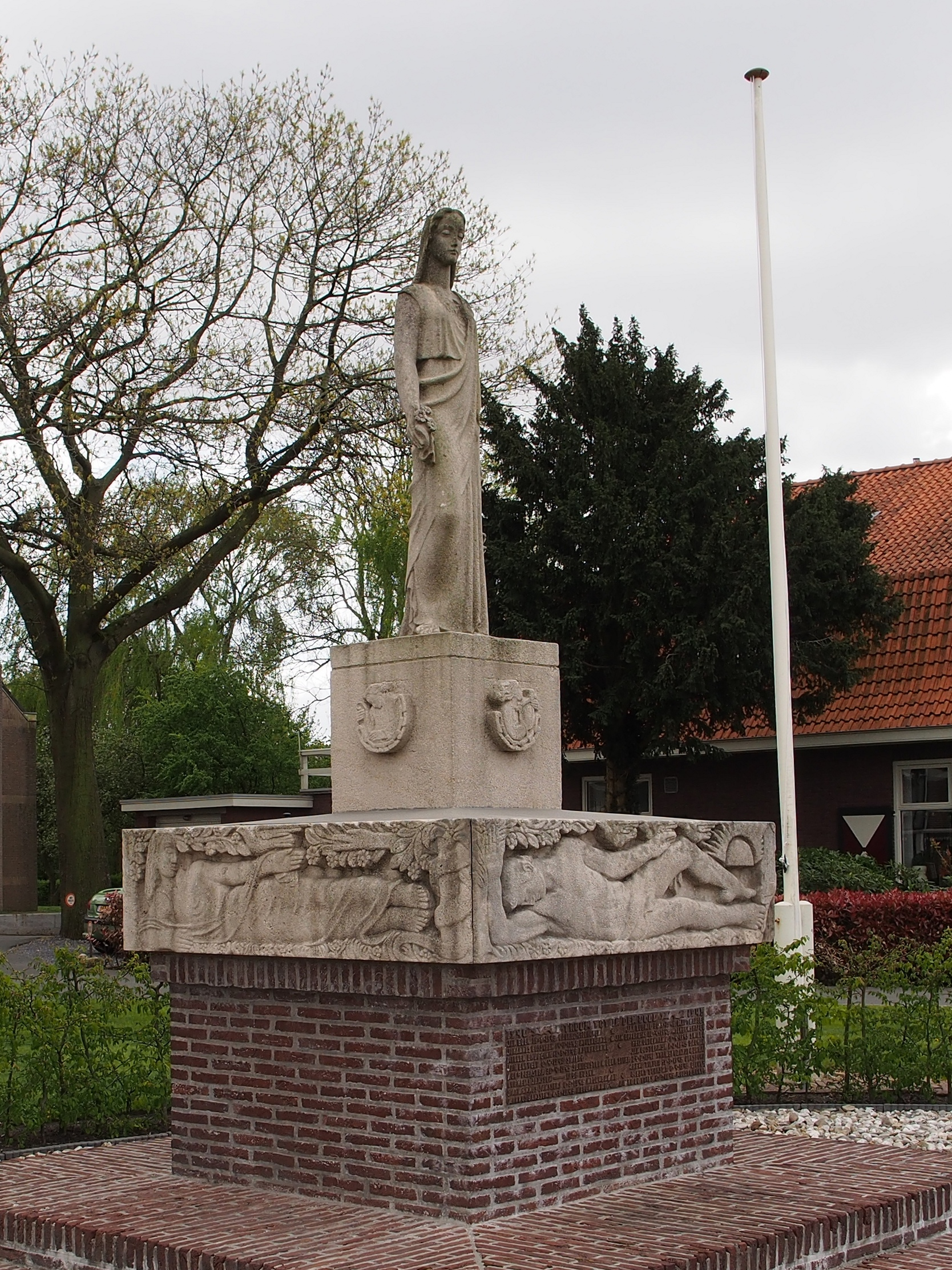
Verzetsmonument in Smilde